# 紀元前556年
紀元前556年（きげんぜん556ねん）は、西暦（ローマ暦）による年。紀元前1世紀の共和政ローマ末期以降の古代ローマにおいては、ローマ建国紀元198年として知られていた。紀年法として西暦（キリスト紀元）がヨーロッパで広く普及した中世時代初期以降、この年は紀元前556年と表記されるのが一般的となった。

## 他の紀年法
- 干支 : 乙巳
- 日本
  - 皇紀105年
  - 綏靖天皇26年
- 中国
  - 周 - 霊王16年
  - 魯 - 襄公17年
  - 斉 - 霊公26年
  - 晋 - 平公2年
  - 秦 - 景公21年
  - 楚 - 康王4年
  - 宋 - 平公20年
  - 衛 - 殤公3年
  - 陳 - 哀公13年
  - 蔡 - 景侯36年
  - 曹 - 成公22年
  - 鄭 - 簡公10年
  - 燕 - 武公18年
  - 呉 - 諸樊5年
- 朝鮮
  - 檀紀1778年
- ユダヤ暦 : 3205年 - 3206年

## できごと

### 中国
- 宋の荘朝が陳を攻撃し、司徒卬を捕らえた。
- 衛の石買と孫蒯が曹を攻撃し、重丘を奪った。曹の人はこのことを晋に訴えた。
- 斉の霊公が魯の北辺を攻撃し、桃を包囲した。
- 斉の高厚が軍を率いて魯の北辺を攻撃し、防を包囲した。
- 宋の華臣が陳に亡命した。
- 邾が魯の南辺を攻撃した。

### 新バビロニア
- ナボニドゥスが最後の王に即位（- 紀元前539年）。

## 死去
- 宣公 - 邾の君主
- 晏弱 - 斉の政治家